# کالین کوک (بازیکن فوتبال)
کالین کوک (انگلیسی: Colin Cook; ۸ ژانویهٔ ۱۹۰۹ – ۱۵ سپتامبر ۱۹۷۶) بازیکن فوتبال اهل بریتانیا بود.
از باشگاه‌هایی که در آن بازی کرده‌است می‌توان به باشگاه فوتبال کروک تاون و باشگاه فوتبال برادفورد سیتی اشاره کرد.